# Neely Edwards
Neely Edwards est un acteur américain né le 16 septembre 1883 à Delphos, Ohio (États-Unis), mort le  10 juillet 1965 à Woodland Hills (États-Unis).

## Filmographie
- 1915 : The Hungry Actors (en) de Hal Roach
- 1919 : The Chicken Hunters
- 1919 : Taming the West
- 1920 : This Way Out
- 1920 : Oh, Baby!
- 1920 : Tit for Tat (court-métrage)
- 1920 : You Never Can Tell : Mysterious Sport
- 1920 : Clever Cubs
- 1920 : A Close Shave (it)
- 1921 : Watch Your Husbands
- 1921 : A Seminary Scandal
- 1921 : A Pyjama Marriage
- 1921 : Les Millions de Fatty (Brewster's Millions) de Joseph Henabery : MacLeod
- 1921 : The Little Clown : Toto
- 1921 : Taking Chances
- 1922 : Gee Whiskers
- 1922 : L'Émeraude fatale (The Green Temptation) de William Desmond Taylor
- 1922 : The Minute Man
- 1922 : Society Sailors
- 1922 : Taking Things Easy
- 1922 : A Shaky Family Tree
- 1922 : Easy to Cop
- 1922 : His Inheritance Taxi
- 1922 : Should Watchmen Sleep?
- 1922 : High Flyers
- 1922 : Society Hoboes
- 1922 : Unfermented Bricks
- 1922 : The House of a Thousand Trembles
- 1922 : Accidents Will Happen
- 1922 : Matinee Idles
- 1922 : Off the Earth
- 1922 : Love Drops
- 1922 : Doing 'Em Good
- 1922 : Accidental Wealth
- 1922 : Their Steady Job
- 1922 : Rail Birds
- 1922 : Where's the Parade?
- 1923 : The Best Cellar
- 1923 : Some Service
- 1923 : Hoboes De Luxe
- 1923 : Out of Order
- 1923 : The Godmothers
- 1923 : To and Fro
- 1923 : The Coal Dust Twins
- 1923 : Easy Terms
- 1923 : Tramps of Note
- 1923 : Skeletons
- 1923 : Fakers
- 1923 : Bum Grafters
- 1923 : Should William Tell?
- 1923 : Two Auctioneers
- 1923 : The Jazz Bug
- 1923 : In Hock
- 1923 : Bum Slickers
- 1923 : Won't You Worry?
- 1923 : The Host
- 1923 : Tut! Tut! King
- 1923 : Crimson Coppers
- 1923 : Sing! Sing!
- 1923 : His School Daze
- 1923 : Dancing Love
- 1923 : Cuckoo
- 1923 : Own a Home
- 1923 : Going South
- 1923 : Be My Guest
- 1923 : Restless Rest
- 1923 : The Idea Man
- 1923 : No Parking Aloud
- 1923 : A Matter of Policy
- 1923 : Under the White Robe
- 1923 : Chasing Wealth
- 1924 : Flying Finance
- 1924 : The Mandarin
- 1924 : The Jail Bird
- 1924 : The Very Bad Man
- 1924 : Feather Pushers
- 1924 : Should Poker Players Marry?
- 1924 : Nobody to Love
- 1924 : Marry When Young
- 1924 : Spring of 1964
- 1924 : One Wet Night
- 1924 : Why Pay Your Rent?
- 1924 : Rest in Pieces
- 1924 : The Game Hunter
- 1924 : Mind Your Doctor
- 1924 : Green Tees
- 1924 : Horse Play
- 1925 : Under a Spell
- 1925 : The Lost Cord
- 1925 : Dangerous Pleasure
- 1925 : Papa's Pet
- 1925 : Black Gold Bricks
- 1925 : Tenting Out
- 1925 : Sleeping Sickness
- 1925 : A Nice Pickle
- 1925 : I'll Show You the Town : Billie Bonner
- 1925 : One Wild Night
- 1925 : The Cat's Whiskers
- 1925 : Absentminded
- 1925 : Jiminy Crickets
- 1925 : Beware of Your Relatives
- 1925 : Happy Go Lucky
- 1926 : Made for Love : Pierre
- 1926 : The Honeymoon Hotel
- 1926 : Fresh Paint
- 1926 : The Perfect Lie
- 1926 : So This Is Paris?
- 1926 : The College Yell
- 1926 : A Couple of Skates
- 1926 : Where's My Baby?
- 1926 : The Crowned Prince
- 1926 : Une riche veuve (Footloose Widows) de Roy Del Ruth : le sénateur
- 1926 : Love's Labor Lost
- 1926 : Do or Bust
- 1926 : Who's Next
- 1926 : It's All Over Now
- 1926 : Two Dollars, Please
- 1926 : Olga's Boatman
- 1926 : For Cryin' Out Loud!
- 1926 : What Price Pleasure?
- 1926 : Sweetheart Daze
- 1927 : The Little Pest
- 1927 : Love on a Weak Stomach
- 1927 : In for Life
- 1927 : The Princess on Broadway : Bill Blevins
- 1927 : Ali Gazam
- 1927 : A One Man Show
- 1927 : They Call It Love
- 1927 : Doctors Prefer Brunettes
- 1927 : A Sleepy Time Pal
- 1927 : Surprised Honey
- 1927 : His Day of Days
- 1927 : Le Chanteur de jazz (The Jazz Singer) : Dance director
- 1928 : Sunny California
- 1928 : May McAvoy in Sunny California
- 1928 : Excess Baggage de James Cruze : Jimmy Dunn
- 1929 : Show Boat : Schultzy
- 1929 : Gold Diggers of Broadway : Stage Manager
- 1929 : Dynamite : Good Mixer
- 1930 : The Milky Way
- 1930 : The Window Cleaners
- 1930 : Her Relatives
- 1930 : Scarlet Pages : Barnes
- 1931 : The Hangover
- 1932 : The Weekend
- 1932 : Junior
- 1932 : Okay, America!, de Tay Garnett
- 1932 : Two Lips and Juleps; or, Southern Love and Northern Exposure
- 1932 : The Death Kiss : Desk Clerk, Cliffside Inn
- 1933 : Diplomaniacs (en) de William A. Seiter : Puppenschmerzen
- 1933 : Love, Honor and Oh Baby! : Mr. Brown
- 1933 : Roamin' Thru the Roses
- 1935 : Broadway Melody of 1936 : Character man
- 1936 : Sutter's Gold de James Cruze : Undetermined Role
- 1936 : The House of a Thousand Candles : Drunk
- 1939 : Mr. Moto in Danger Island : Governor's aide
- 1939 : For Love or Money : Travel Bureau Clerk
- 1942 : Lady for a Night : Announcer
- 1942 : Sleepytime Gal : Master of Ceremonies
- 1942 : Mexican Spitfire's Elephant : Ship's bartender
- 1942 : Sin Town (en) de Ray Enright : Gambler
- 1942 : Strictly in the Groove : Angry Man
- 1944 : Hat Check Honey : Waiter
- 1945 : Patrick the Great : Waiter
- 1945 : Ah, quel scandale ! (George White's Scandals) de Felix E. Feist : Lord Quimby
- 1947 : Fun on a Weekend
- 1956 : Une Cadillac en or massif : Stockholder at meeting